# Єроміни
Єроміни (пол. Jerominy, нім. Jeromin) — село в Польщі, у гміні Свентайно Щиценського повіту Вармінсько-Мазурського воєводства.
Населення — 71 особа (2011).

## Демографія
Демографічна структура станом на 31 березня 2011 року:
|          | Загалом | Допрацездатний вік | Працездатний вік | Постпрацездатний вік |
| -------- | ------- | ------------------ | ---------------- | -------------------- |
| Чоловіки | 34      | 11                 | 18               | 5                    |
| Жінки    | 37      | 11                 | 17               | 9                    |
| Разом    | 71      | 22                 | 35               | 14                   |